# Grga Novak
Grga Novak, hrvaški pedagog, zgodovinar, arheolog, akademik, * 1888, Hvar, † 1978, Zagreb.
Novak je bil rektor Univerze v Zagrebu v študijskem letu 1946/47 ter profesor starega veka na Filozofski fakulteti. Med letoma 1958 in 1978 je bil predsednik Jugoslovanske akademije znanosti in umetnosti v Zagrebu (danes HAZU).